# Antiblemma trogocycla
Antiblemma trogocycla là một loài bướm đêm trong họ Erebidae.